# Certonardoa semiregularis
Certonardoa semiregularis is een zeester uit de familie Ophidiasteridae.
De wetenschappelijke naam van de soort werd in 1842 gepubliceerd door Johannes Peter Müller & Franz Hermann Troschel.